# رودريغو كايو
رودريغو كايو كوكيت روسو (بالبرتغالية: Rodrigo Caio Coquette Russo‏) (17 أغسطس 1993 البرازيل - ) هو لاعب كرة قدم برازيلي، شارك في كرة القدم في الألعاب الأولمبية الصيفية 2016.

## وصلات خارجية
رودريغو كايو على موقع قاعدة بيانات كرة القدم.إي يو (الإنجليزية)
- رودريغو كايو على موقع ليكيب (الفرنسية)
- رودريغو كايو على موقع ناشيونال فوتبول تيمز (الإنجليزية)
- رودريغو كايو على موقع Soccerway.com (الإنجليزية)
- رودريغو كايو على موقع عالم كرة القدم.نت (الإنجليزية)
- رودريغو كايو على موقع اللجنة الأولمبية الدولية (الإنجليزية)
- رودريغو كايو على موقع أوليمبيديا (الإنجليزية)
- رودريغو كايو على موقع اللجنة الأولمبية البرازيلية (البرتغالية)
- رودريغو كايو على موقع AS.com (الإسبانية)